# Сідні Ходжа
Сідні Ходжа (алб. Sidni Hoxha, 6 січня 1992) — албанський плавець.
Учасник Олімпійських Ігор 2008, 2012, 2016 років.